# Sur le concept d'histoire

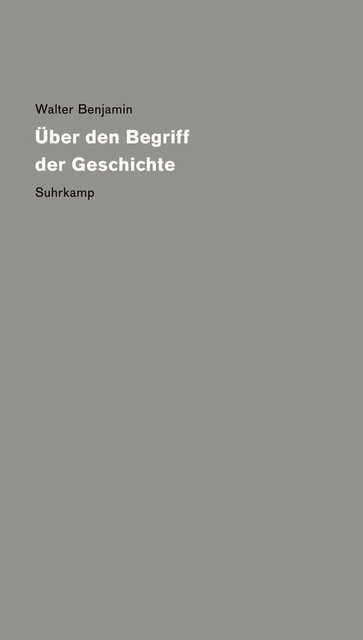
Couverture de l'édition allemande.

Les Thèses sur le concept d'histoire, appelées aussi Sur le concept d'histoire (traduit de l'allemand Über den Begriff der Geschichte) constituent le dernier texte rédigé par Walter Benjamin, à Paris, en 1940, peu avant qu'il ne mette fin à ses jours. Considérées comme une référence philosophique et politique, elles ont été publiées pour la première fois en 1942, par l'Institut de Recherche sociale à Los Angeles (École de Francfort).
Ce texte, très court, n'était pas destiné à être publié, mais constituait une base de travail pour un développement futur : Benjamin tentait à cette époque de partir aux États-Unis. 
Il est composé de 20 textes courts, comprenant des thèses, des appendices et des variantes. D'une lecture difficile, il a donné lieu à de très nombreuses interprétations.

## Résumé
Le texte est composé, selon les versions, de 20 courts textes d'un paragraphe chacun, répartis en 18 thèses avec deux appendices. (La version traduite par Walter Benjamin ne comporte que 13 thèses). Les thèses abordent le concept d'histoire, en relation avec le progrès, dans une approche qui mêle les différentes références de Walter Benjamin, à savoir le marxisme, la théologie juive et le romantisme allemand.  On y retrouve d'un côté l'approche marxiste, à laquelle le texte se réfère régulièrement, notamment en faisant appel à « l'historien matérialiste », mais aussi, d'un autre côté, les références au messianisme et à la théologie, et plus spécialement à la théologie judaïque. La rédemption (le tikkun dans la théologie judaïque, qui est l'équivalent kabbalistique de l'apocatastase chrétienne), sont régulièrement convoqués comme espace de rencontre entre le passé et le présent. 
Pour Benjamin, l'historien est un « prophète qui regarde en arrière. » L'histoire, elle, doit être racontée non du point de vue des vainqueurs, mais de celui des vaincus. 

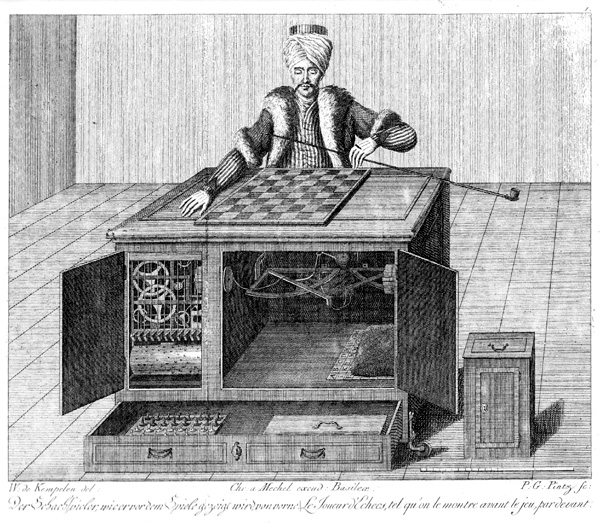
L'automate joueur d'échecs

La thèse I s'appuie sur l'histoire de l'automate joueur d'échecs qui avait été exhibé aux États-Unis entre 1820 et 1830 par Johann Nepomuk Maelzel, et dont Edgar Allan Poe a fait le sujet de l'une de ses nouvelles. Mais pour Walter Benjamin, l'automate joueur d'échec représente le « matérialisme historique », actionné par l'ancilla theologiae, cette « vieille ratatinée et malfamée », la théologie.

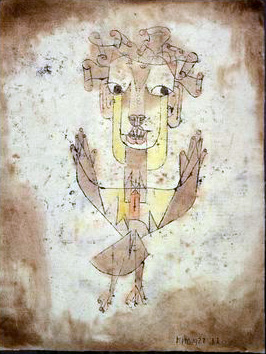
Angelus novus, de Paul Klee

La thèse IX fait explicitement référence au tableau de Paul Klee, Angelus novus, qui appartenait à Walter Benjamin (Gershom Scholem en hérita après 1945).

## Contexte
Walter Benjamin rédige les thèses entre le mois de décembre 1939, à la sortie du camp de Nevers, où il avait été interné pendant plus de deux mois par les autorités de la République française et le début de l'année 1940. L'invasion allemande en Europe s'est intensifiée. Le Pacte germano-soviétique, signé en 1939, a donné un coup d'arrêt, provisoire, aux mouvements de contestation et a désorienté une partie de la gauche et des mouvements antifascistes. Walter Benjamin, comme de nombreux intellectuels juifs allemands et autrichiens mais apatrides car déchus de leurs nationalités, n'est plus en sécurité en France.
Le texte est rendu plus incisif et nécessaire par le contexte, mais sa portée est universelle.
Dans une lettre datée du 12 février 1940 à Max Horkheimer, l'éditeur de la revue, il écrit : « Je viens d'achever un certain nombre de thèses sur le concept d'Histoire. Ces thèses s'attachent d'une part aux vues qui se trouvent ébauchées au chapitre I du Fuchs. Elles doivent, d'autre part, servir comme armature théorique au deuxième essai sur Baudelaire. Elles constituent une première tentative de fixer un aspect de l'histoire qui doit établir une scission irrémédiable entre notre façon de voir et les survivances du positivisme qui, à mon avis, démarquent si profondément même ceux des concepts d'Histoire qui, en eux-mêmes, nous sont les plus proches et les plus familiers. Le caractère dépouillé que j'ai dû donner à ces thèses me dissuade de vous les communiquer telles quelles. ». Il dit par ailleurs, qu'« il a porté ces réflexions en lui pendant une vingtaine d'années ».
Walter Benjamin ne destine pas ces thèses à la publication, ce qui explique qu'il y a quelques différences selon les versions.
En avril, il fait parvenir une copie des Thèses à Gretel Adorno, l'épouse de Theodor Adorno. Il confie son manuscrit à Hannah Arendt, avant qu'elle ne quitte la France et que lui ne se donne la mort en tentant de passer la frontière espagnole. Elle le transmettra à Theodor Adorno qui a été nommé par Benjamin exécuteur testamentaire de ses œuvres.

## Publications
En 1942, à Los Angeles, Max Horkheimer, l'un des dirigeants de l'Institut de Recherche sociale, décide de publier un fascicule intitulé En mémoire de Walter Benjamin. Les thèses sur le concept d'histoire sont publiées pour la première fois à cette occasion.
En 1947, Pierre Missac le traduit dans la revue Les Temps modernes.
Comme il s'agit d'un texte court, il est souvent inclus dans des recueils. On le trouve dans :
- Les Écrits français, Bibliothèque des idées, éditions Gallimard. Il s'agit d'une traduction en français par Walter Benjamin lui-même, et qui comprend seulement treize thèses. Des notes ont été ajoutées, traduites par Françoise Eggers (Paralipomènes et variantes des Thèses Sur le concept d'histoire[2].
- Œuvres III, collection Folio essais, éditions Gallimard. Traduction de Maurice de Gandillac[6].
- Sur le concept d'histoire, collection Petite bibliothèque Payot, Payot, 2013, traduction Olivier Mannoni.

## Analyses
- Pierre Missac a écrit deux articles Sur le concept d'histoire, L'ange et l'automate[7] et Ce sont des thèses ! Sont-ce des thèses ?[8].
- Pour Michael Löwy, sociologue franco-brésilien, les thèses Sur le concept d'histoire constituent l'un des textes philosophiques et politiques les plus importants du XXe siècle[1].
- Rolf Tiedemann, philosophe allemand, lui a consacré notamment le texte Matérialisme historique ou messianisme politique ?
- Claude Imbert lui consacre le texte Le Présent et l'Histoire, dans l'ouvrage collectif Walter Benjamin et Paris[9].
- Daniel Bensaïd lui a consacré un ouvrage, Walter Benjamin, sentinelle messianique[10] et un article inachevé[11].
- Manuel Reyes Mate (es) a consacré un ouvrage sur les thèses de Benjamin, Minuit dans l'Histoire[12].